# Whitby Dunlops
Whitby Dunlops byl amatérský kanadský klub ledního hokeje, který sídlil ve Whitby v provincii Ontario. Na mistrovství světa v ledním hokeji v roce 1958 v Norsku reprezentoval kanadský výběr. Na tomto turnaji se kanadský tým umístil na prvním místě a získal tak zlaté medaile. Juniorský oddíl byl v letech 1960–1963 účastníkem juniorské soutěže Ontario Hockey Association (později Ontario Hockey League). Své domácí zápasy odehrával v hale Whitby Community Arena. Klubové barvy byly červená, bílá, černá a zlatá.

## Historické názvy
Zdroj: 
- 1954 – Whitby Dunlops
- 1960 – Whitby Mohawks
- 1962 – Whitby Dunlops

## Úspěchy
- Allanův pohár ( 2× )
  - 1957, 1959
- Mistrovství světa v ledním hokeji ( 1× )
  - 1958

## Přehled ligové účasti
Zdroj: 
- 1954–1956: Ontario Hockey Association Senior A League
- 1956–1959: Ontario Hockey Association Senior A League (Východní divize)
- 1959–1960: Ontario Hockey Association Senior A League
- 1960–1961: Ontario Hockey Association
- 1961–1963: Ontario Hockey Association (Divize Metro Junior A)

## Soupiska medailistů z MS 1958
Brankáři: Roy Edwards, John Henderson.

Obránci: Alf Treen, Harry Sinden, Ted O’Connor, Jean-Paul Lamirande.

Útočníci: Sidney Smith, Conrad Broden, John McKenzie, Robert Attersley, Bus Gagnon, Tom O’Connor, Gordon Myles, Sandy Air, Charles Burns, George Samolenko, George Gosselin.

Trenér: Sidney Smith (hrající trenér).